# Lophodactylus rex
Lophodactylus rex es una especie de arácnido del orden Pseudoscorpionida de la familia Cheliferidae.

## Distribución geográfica
Se encuentra en Brasil.